# Ґродзіськ (Великопольське воєводство)
Ґродзіськ (пол. Grodzisk) — село в Польщі, у гміні Блізанув Каліського повіту Великопольського воєводства.
У 1975-1998 роках село належало до Каліського воєводства.